# Владимир Бојаџиев
Владимир Бојаџиев (буг. Владимир Бояджиев; Охрид, 30. септембар 1869 — Софија, 3. август 1956) је био бугарски револуционар, активиста Унутрашње македонске револуционарне организације и председник Охридског револуционарног округа током Илинданско-преображенског устанка.

## Биографија
Рођен је 1869. у Охриду, у Османском царству, у породици Ангеличнов, чији су представници учествовали у борби против Цариградске патријаршије и тежили да Македонија припадне Бугарској егзархији. У Охриду су га уче наставници Коста Нелчинов, Георги Снегаров, Григор Прличев и други. Средње образовање је стекао у Солунској бугарској мушкој гимназији. Писао је за часопис Лоза. Године 1893. дипломирао је историју на Универзитету у Софији, а затим је радио као наставник у Скопљу, Серу и Једрену.
Године 1893, Владимир је именован за наставника у Скопској педагошкој школи, где је био разредни старешина Тодору Александровом. Исте године га је Христо Матов увео у ВМРО. Он је 1895. ухапшен, те је боравио три месеца у затвору Куршумли хан. Био је члан Окружног комитета у Једрену од 1897. до 1898, а касније и Регионалног револуционарног одбора у Водену и Охриду. Пред Илинден-преображенски устанак, именован је за директора Охридске школе и председника Револуционарног комитета. Током устанка је потпомагао избеглице из околних села.
Бојаџиев је ухапшен октобра 1904, након пресретања и дешифровања поште Битољског комитета. Марта 1905, осуђен је на четири године затвора. Пуштен је из Битољског затвора јула 1908, услед колективне амнестије због Младотурске револуције. Био је охридски делегат током оснивања Конгреса бугарских уставотворних удружења у Битољу. У периоду од 1908. до 1912, предавао је у Битољској општој гимназији. Био је директор Гимназије у Костенецу (2 год.), наставник Мушке средње школе у Плевену (14 год), окружни школски инспектор и директор Гимназије у Доњи Дабник (2 год.). Од 1931, Владимир је живео у Софији. Носилац је четвртог реда ордена За грађанске заслуге.